# 鼠尾妖
鼠尾妖，又稱鼠尾、鼠尾雲，是台灣民間傳說中的鼠狀妖怪，當牠們將尾巴伸向地面時，就會製造出狂風暴雨。

## 簡述
傳說中，鼠尾妖成群居住在雲層上，牠們的外表就像一隻隻巨大的老鼠，當牠們在雲上竄爬的時候，尾巴會垂下來穿出雲層、四處搖擺，如果一次很多吃鼠尾妖的尾巴晃動，則會擾亂周遭的天氣，製造出狂風暴雨，據說風勢大到可以把路上的樵夫捲起來丟在樹的頂端。

## 現代研究
鼠尾妖的形象和傳說很有可能是源自龍捲風的現象。